# Bicyclus angustus
Bicyclus angustus är en fjärilsart som beskrevs av Condamin 1970. Bicyclus angustus ingår i släktet Bicyclus och familjen praktfjärilar. Inga underarter finns listade i Catalogue of Life.